# Bianca Anghel
Bianca Anghel (Ploiești, 25 juli 1985) is een voormalige Roemeens langebaanschaatsster. In de Adelskalender stond ze eind 2007 op een 90e positie, anno december 2009 is dat plek 107. Ze maakte deel uit van het nationale team samen met onder anderen Daniela Dumitru, Daniela Oltean en Andrea Lazarescu. Ze is lid van CSM Brasov.

## Biografie
Anghel debuteerde bij het WK Junioren 2001 op Kardinge, Groningen. Tijdens het WK Junioren 2004 in Roseville eindigde ze als 5e. Een jaar later in Seinäjoki eindigde ze als 13e.
In de seizoenen 2005-2006 (ernstige knieblessure) en 2006-2007 (conflict met de Roemeense schaatsbond) ontbrak Anghel op alle wedstrijden. In het seizoen 2007-2008 maakte ze een comeback tijdens de wereldbekerwedstrijden. Tijdens het EK Allround in Kolomna hinderde ze de Russische schaatsster Jekaterina Abramova waardoor ze gediskwalificeerd werd.

## Persoonlijke records
| Afstand    | Tijd    | Datum            | Baan           |
| ---------- | ------- | ---------------- | -------------- |
| 500 meter  | 40,09   | 16 november 2007 | Calgary        |
| 1000 meter | 1.18,37 | 9 november 2007  | Salt Lake City |
| 1500 meter | 1.59,21 | 17 november 2007 | Calgary        |
| 3000 meter | 4.10,14 | 16 november 2007 | Calgary        |
| 5000 meter | 7.33,57 | 11 januari 2004  | Heerenveen     |

## Resultaten
| Jaar | EK Allround | WK Sprint | WK Afstanden                         | WK Junioren |
| ---- | ----------- | --------- | ------------------------------------ | ----------- |
| 2001 |             |           |                                      | NC34        |
| 2002 |             |           |                                      | NC24        |
| 2003 | 16e         |           |                                      | 10e         |
| 2004 | 14e         |           | 19e 1500m 17e 3000m                  | 5e          |
| 2005 | NC20        |           |                                      | 13e         |
| 2008 | DQ2         | 26e       | 19e 1500m 21e 3000m 7e achtervolging |             |

- = geen deelname
DQ# = gediskwalificeerd op de #e afstand
NC# = niet gekwalificeerd voor de laatste afstand, maar wel als #e geklasseerd in het eindklassement